# إزور إغالن (أوكنز)
إزور إغالن هي إحدى مشيخات المملكة المغربية، تتبع جغرافيا لإقليم شتوكة آيت باها وإداريًا لأوكنز. يقدر عدد سكانها بـ 648 نسمة حسب الإحصاء الرسمي للسكان والسكنى لسنة 2004.